# Casa Ballester i Domingo
La Casa Ballester i Domingo és una obra de Vilanova i la Geltrú (Garraf) protegida com a Bé Cultural d'Interès Local.

## Descripció
Es tracta d'un edifici entre mitgeres fent cantonada, de planta rectangular i dues crugies paral·leles a la façana principal i compost de planta baixa, entresòl i dues plantes pis, sota coberta plana de la que sobresurt la caixa d'escala central.
Les parets de càrrega són de paredat comú i totxo. Els forjats són de bigues de fusta i revoltó.
La façana que dona al carrer Sant Gervasi s'estructura segons dos eixos verticals. Els portals de la planta baixa són d'arc de mig punt. A cada planta hi ha dos balcons amb llinda i amb volada decreixent. La façana del carrer Cervantes té portals d'arc rebaixat a la planta baixa i balcons i finestres amb llinda a les altres plantes en ordre decreixent. El sòcol i la cantonera són de pedra. El coronament té cornisa i barana de terrat.